# Morciano di Leuca
Morciano di Leuca là một đô thị và thị xã của Ý. Đô thị này thuộc tỉnh Lecce trong vùng Apulia. Morciano di Leuca có diện tích km2, dân số theo ước tính năm 2005 của Viện thống kê quốc gia Ý là người. 
Các đơn vị dân cư:
Đô thị Morciano di Leuca giáp với các đô thị: